# Luis Buñuel
Luis Buñuel Portoles (født 22. februar 1900, død 29. juli 1983) var en spansk filminstruktør. Han arbejdede bl.a. i Frankrig og Mexico. 
Han giftede sig i 1925 med Jeanne Rucar, og de forblev gift resten af hans liv. Hans sønner er filminstruktørerne Rafael Buñuel og Juan Luis Buñuel.

## Opvækst og karrierens indledning
Buñuel blev født i Calanda, Teruel i regionen Aragonien, Spanien. Han fik en streng opdragelse på en jesuitisk skole og kom på universitetet i Madrid. Mens han studerede her, blev han ven med maleren Salvador Dalí og poeten Federico García Lorca. Efter eksamen flyttede han til Paris med en ambition om at komme til at arbejde med film, på trods af at han intet vidste om dem. Han var instruktørassistent på flere film (bl.a. for Jean Epstein på Mauprat og Mario Nalpas på La sirène des tropiques), før han i 1929 skrev og filmede kortfilmen Den andalusiske hund med Dalí. Filmen, som indeholder chokerende og skræmmende billeder, som fx en kvindes øjeæble, der bliver skåret igennem med en barberkniv, blev modtaget med kyshånd af de franske surrealister. Filmen skabte lettere forargelse pga. sin behandling af seksuelle afvigelser som biseksualitet og androgynitet, men ikke så meget som surrealisterne havde håbet på.
Buñuel fulgte filmen op med L'Age d'Or (Guldalderen, 1930), der begyndte som en videreførelse af samarbejdet med Dali, men endte som et soloprojekt pga. uoverensstemmelser de to imellem. Filmen er en af de første franske talefilm, og handler om grænseoverskridende kærlighed og om dennes umulighed. Både den eksplicitte hyldest til fri seksualitet og ikke mindst den afsluttende scene, hvor lederen af et sadistisk voldsorgie minder klart om Jesus, gjorde at filmen blev forbudt over det meste af verden i mange årtier fremover. Mæcenen, Vicomte de Noaille, mistede en del af sin anseelse ved den anledning.
Dali og Buñuel hævdede hver især resten af livet at have været den skabende kraft bag de to film; Dali kom aldrig til at lave flere film, mens Buñuel udforskede surrealismens muligheder i resten af sin karriere.

## Karrieren i Hollywood
Efter den spanske borgerkrig emigrerede Buñuel til USA. Efter at have arbejdet i filmarkiverne på Museum of Modern Art i New York flyttede han til Hollywood for at producere fremmedsprogede film til salg på det udenlandske marked. Ideen viste sig at være en kort dille, og efter at have arbejdet på nogle spansksprogede genindspilninger begyndte studierne i stedet at eftersynkronisere filmene.

## Karrieren i Mexico
Buñuel tog derefter til Mexico i 1946, hvor han mødte filmproducenten Oscar Dancigiers. Efter at have instrueret en film, Gran Casino (1946), for Dancigiers troede Buñuel, at hans tid som instruktør var forbi. Tre år senere besluttede han at søge om mexicansk statsborgerskab og sagde samtidig ja til at instruere endnu en film for Dancigiers, El Gran Calavera (1949), som var en letbenet, men meget succesfuld film med Fernando Soler i hovedrollen. Buñuel har senere udtalt, at han lærte at instruere og klippe, mens han arbejde på denne film. Filmens succes fik Dancigiers til at producere en mere ambitiøs film for Buñuel, hvor han fik fuldkommen frie hænder. Resultatet var Fortabt ungdom (1950), et mesterværk som for nylig er blev optaget af UNESCO som en del af verdens kulturarv. Filmen, og ikke mindst dens anerkendelse ved filmfestivalen i Cannes, gjorde Buñuel verdensberømt og til den vigtigste spansktalende filminstruktør.
Buñuel tilbragte det meste af sit senere liv i Mexico, hvor han instruerede i alt 21 film. 

## Karrieren i Frankrig
Da storhedstiden for den mexicanske filmindustri var ovre, vendte Buñuel tilbage til Frankrig, hvor han arbejdede sammen med producenten Serge Silberman. I sin "franske periode" instruerede han nogle af sine bedst kendte værker: Dagens skønhed, Begærets dunkle mål og Borgerskabets diskrete charme samt de mindre kendte Frihedens spøgelse og Mælkevejen.
Efter premieren på Begærets dunkle mål (1977) trak han sig tilbage. Han døde i Mexico i 1983. Han var livet igennem kendt som ateist (jf. titlen på Martin Drouzys bog om ham Kætteren Bunuel).

## Surrealisme
Buñuel er kendt for sine overrumplende billeder: Mareridt befolket af kyllinger, kvinder der får skæg og håbefulde helgener efterstræbt af sanselige kvinder. Selv i de middelmådige film, som han blev hyret til at instruere, fx Susana og Robinson Crusoe, kan man opleve urovækkende surreelle, og humoristiske scener. 
Denne rygrad af surrealisme gør Buñuels verden til en egen enhed med egne regler; her kan et mareridt give en mand et brev, som han kan give til doktoren den næste dag, og djævelen, hvis han er ude af stand til at friste en helgen med en køn pige, kan flyve ham hen til et diskotek. 
Den andalusiske hund bliver ofte fremhævet som Buñuels store surrealistiske værk, men ser man på hans tre sidste film, er det den samme trang til at lege med tilskuerens forventninger til en film, der gør sig gældende. Borgerskabets diskrete charme handler om en gruppe mennesker der ønsker at spise middag sammen, men bliver afbrudt, lige meget hvad de gør, Frihedens spøgelse tager fat i problemerne med overhovedet at fortælle en historie og i Begærets dunkle mål fortæller en mand om sin elskerinde, som han ikke kan komme i seng med. De tre film drejer sig om projekter, der ikke vil lykkes, og hvor virkelighed og drøm blandes i filmens univers.

## Holdning til religion
Mange af hans film angreb borgerskabets moral og den organiserede religion, specielt rettet mod den katolske kirke. Buñuel var en livslang ateist (en berømt udtalelse fra ham lyder: "Jeg er stadig ateist, Gud ske tak og lov!"), hvis tidlige møde med korruptionen i kirken fik ham til at rette skarpe angreb mod kirken. Mange af hans mest berømte film blev mødt med skarp forargelse:
- Guldalderen - L'Age d'Or, hvor en biskop bliver smidt ud af et vindue
- Simon i ørkenen, hvor djævelen frister en helgen ved at tage form, som en fræk, topløs lille pige der synger og viser sine ben frem
- Tro og lidenskab, hvor hovedrollen ødelægger alt omkring sig i sit forsøg på velgørenhed
- Viridiana, hvor en velmenende ung nonne forsøger, uden succes, at hjælpe de fattige
- Mælkevejen, hvor to mænd tager den gamle pilgrimsvej til Santiago i Spanien og møder kropsliggjorte synder langs vejen. Den ene drømmer, at paven bliver skudt af anarkister.

Historien om indspilningen af Viridiana er meget sigende på dette punkt; i 1960 var Buñuels tidlige spanske og franske film stadig kendte og respekterede – Den andalusiske hund, L'Age d'Or (Guldalderen) og Las Hurdes (Land uden brød). Spanien havde på dette tidspunkt stort set ingen filmindustri og meget lidt kulturliv. Dette skyldtes mange års borgerkrig, og at mange kulturpersonligheder var flygtet fra Francos Spanien. Resultatet af denne kunstneriske tørke var, at Buñuel var meget anerkendt i Spanien på trods af, at de færreste rent faktisk havde set hans film. 
Derfor besluttede Franco at tilbyde Buñuel, at han kunne vende hjem til Spanien og få sine film finansieret af staten. Og Buñuel takkede ja, til stor overraskelse og forargelse blandt hans venner og andre spanske eksilkunstnere. Han sendte manuskriptet til Viridiana til den spanske censurinstans, men ignorerede deres forslag til ændringer, og filmede den i stedet, som han oprindelig havde tænkt sig. Da filmen var færdig blev den af den spanske regering sendt videre til Cannes uden nærmere gennemsyn, hvor den vandt Den Gyldne Palme. Dagen efter begyndte telefonen at kime, ikke mindst fra Vatikanet, som var rasende over at den spanske regering havde produceret denne, i deres øjne blasfemiske, film og derefter sendt den til Cannes. Buñuel tog tilbage til Mexico, uberørt af skandalen, med en film skabt efter hans hoved og tilfreds med den anerkendelse den havde givet ham.

## Filmstil og teknik
Buñuels måde at lave film på var ekstremt økonomisk. Han lavede filmene på få uger, uden at afvige fra sit manuskript, og filmede kronologisk for at minimere klippetiden. Han gav ikke mange instruktioner til skuespillerne; de fik først og fremmest rent bevægelsesorienterede informationer ("gå til venstre" etc.). Han nægtede ofte at svare på skuespillernes spørgsmål og var kendt for helt at slukke for sit høreapparat, når optagelserne stod på. Selv om det kunne være svært at arbejde sådan i situationen, har flere af hans tidligere skuespillere udtalt, at hans tilgang til skuespillerinstruktion (eller mangel på samme) gjorde spillet i hans film bedre og mere frit.

## Filmografi
- Begærets dunkle mål (1977)
- Frihedens spøgelse (1974)
- Borgerskabets diskrete charme (1972), vandt en Oscar.
- Tristana (1970)
- Mælkevejen) (1969)
- Dagens skønhed (1967), med Catherine Deneuve i hovedrollen.
- Simon i ørkenen (1965)
- En Kammerpiges Dagbog (1964), med Jeanne Moreau i hovedrollen.
- Morderenglen (1962)
- Viridiana (1961), vandt Den Gyldne Palme ved Cannes Film Festival
- Mands begær (1960)
- Den udvalgte (1959)
- Tro og lidenskab (1959)
- Døden i junglen (1956)
- Mod ny dag (1955)
- El río y la muerte (1955)
- Ensayo de un crimen (1955)
- Robinson Crusoe (1954)
- Abismos de pasión (1954)
- La ilusión viaja en tranvía (1954)
- El (1953)
- El bruto (1953)
- Una mujer sin amor (1952)
- Subida al cielo (1952)
- La hija del engaño (1951)
- Susana (1951)
- Fortabt ungdom (1950)
- El Gran Calavera (1949)
- Gran Casino (1947)
- Las Hurdes (Land uden brød, 1933)
- Guldalderen (L'Age d'Or, 1930)
- Den andalusiske hund (1929)